# شاطي مقور (بكيل المير)

تعديل مصدري - تعديل

شاطي مقور هي إحدى قرى عزلة فاس بمديرية بكيل المير التابعة لمحافظة حجة، بلغ تعداد سكانها 20 نسمة حسب تعداد اليمن لعام 2004.